# Base de la Fuerza Aérea McGuire
La Base Aérea McGuire, en inglés McGuire Air Force Base (AFB), es una base de la Fuerza Aérea de los Estados Unidos y lugar designado por el censo ubicado en el condado de Burlington en el estado estadounidense de Nueva Jersey. En el año 2010 tenía una población de 3.710 habitantes y una densidad poblacional de 687,04 personas por km².

## Demografía
Según la Oficina del Censo en 2000 los ingresos medios por hogar en la localidad eran de $36,347 y los ingresos medios por familia eran $36,136. Los hombres tenían unos ingresos medios de $22,000 frente a los $21,659 para las mujeres. La renta per cápita para la localidad era de $12,364. Alrededor del 6% de la población estaba por debajo del umbral de pobreza.